# III Liga Portuguesa de Futebol Americano
A III Liga Portuguesa de Futebol Americano foi disputada durante o ano de 2012 entre os Porto Renegades, Altis Paredes Lumberjacks, Lisbon Casuals Crusaders, Lisboa Navigators, Maximinos Warriors e os estreantes Candal Kings. Os Galiza Black Towers voltaram a fazer parte desta III LPFA, novamente no papel de equipa convidada.

## Fase regular
|                           | LUM   | KIN   | CRU  | GBT  | NAV  | WAR  | REN   |
| ------------------------- | ----- | ----- | ---- | ---- | ---- | ---- | ----- |
| Altis Paredes Lumberjacks | -     | 26-13 | 16-7 | -    | -    | 7-16 | -     |
| Candal Kings              | -     | -     | -    | 7-40 | -    | 0-40 | 7-8   |
| Lisbon Casuals Crusaders  | -     | 33-7  | -    | -    | -    | 6-6  | 14-6  |
| Galiza Black Towers       | 20-21 | -     | 6-25 | -    | 0-56 | -    | -     |
| Maximinos Warriors        | -     | -     | -    | 44-6 | 6-35 | -    | 28-16 |
| Lisboa Navigators         | 70-0  | 110-0 | 38-0 | -    | -    | -    | -     |
| Porto Renegades           | 6-14  | -     | -    | 12-8 | 7-33 | -    | -     |

| Vitória do visitado Vitória do visitante Empate Em - os jogos não realizados Em * a equipa da casa venceu por falta de comparência da equipa visitante |

| Classificação | Equipa                    | Vitórias | Empates | Derrotas | Pontos marcados | Pontos sofridos |
| ------------- | ------------------------- | -------- | ------- | -------- | --------------- | --------------- |
| 1º            | Lisboa Navigators         | 6        | 0       | 0        | 342             | 13              |
| 2º            | Maximinos Warriors        | 4        | 1       | 1        | 140             | 70              |
| 3º            | Lisbon Casuals Crusaders  | 4        | 1       | 1        | 94              | 70              |
| 4º            | Altis Paredes Lumberjacks | 3        | 0       | 3        | 75              | 141             |
| 5º            | Porto Renegades           | 2        | 0       | 4        | 55              | 104             |
| 6º            | Galiza Black Towers       | 1        | 0       | 5        | 80              | 165             |
| 7º            | Candal Kings              | 0        | 0       | 6        | 34              | 257             |

     Qualificado para o Playoff

## Playoffs

### Playoff de acesso à Final
| Data              | Equipa visitante          | Resultado | Equipa visitada    |
| ----------------- | ------------------------- | --------- | ------------------ |
| 12 Maio 2012 2011 | Altis Paredes Lumberjacks | 0 - 64    | Lisboa Navigators  |
| 12 Maio 2012 2011 | Lisbon Casuals Crusaders  | 26 - 40   | Maximinos Warriors |

### Final
| Data              | Equipa visitante   | Resultado | Equipa visitada   |
| ----------------- | ------------------ | --------- | ----------------- |
| 26 Maio 2012 2011 | Maximinos Warriors | 7 - 25    | Lisboa Navigators |

Os Lisboa Navigators venceram o título de campeões da Liga Portuguesa de Futebol Americano pela terceira vez consecutiva, ao derrotar os Maximinos Warriors por 25 - 7 na Final disputada no Estádio 1º de Maio, em Braga.
O MVP (Melhor Jogador da Final) foi entregue ao quarterback José Pedro dos Lisboa Navigators.

## Estatísticas

### Touchdowns - Corrida
| Posição | Jogador              | Equipa                   | Fase regular | Playoffs | Total |
| ------- | -------------------- | ------------------------ | ------------ | -------- | ----- |
| 1º      | Filipe Granjeiro #28 | Lisboa Navigators        | 10           | 2        | 12    |
| 2º      | João Lima #8         | Maximinos Warriors       | 7            | 3        | 10    |
| 3º      | Tiago Soares #12     | Lisboa Navigators        | 6            | 1        | 7     |
| 4º      | Cameron Nault #4     | Lisbon Casuals Crusaders | 3            | 3        | 6     |
| 5º      | José Pedro #18       | Lisboa Navigators        | 4            | 2        | 6     |

### Touchdowns - Passes lançados
| Posição | Jogador           | Equipa                   | Fase regular | Playoffs | Total |
| ------- | ----------------- | ------------------------ | ------------ | -------- | ----- |
| 1º      | José Pedro #18    | Lisboa Navigators        | 9            | 2        | 11    |
| 2º      | João Lima #8      | Maximinos Warriors       | 4            | 2        | 6     |
| 3º      | António Santos #4 | Lisbon Casuals Crusaders | 3            | 1        | 4     |
| 4º      | Tiago Soares #12  | Lisboa Navigators        | 4            | 0        | 4     |

### Touchdowns - Passes recebidos
| Posição | Jogador                | Equipa                   | Fase regular | Playoffs | Total |
| ------- | ---------------------- | ------------------------ | ------------ | -------- | ----- |
| 1º      | Francisco Malheiro #11 | Lisboa Navigators        | 3            | 1        | 4     |
| 2º      | David Simões #7        | Lisboa Navigators        | 4            | 0        | 4     |
| 3º      | Tiago Ranhada #18      | Maximinos Warriors       | 2            | 1        | 3     |
| 4º      | Paulo Terrinca #7      | Lisbon Casuals Crusaders | 3            | 0        | 3     |

### Touchdowns - Turnovers
| Posição | Jogador             | Equipa                   | Fase regular | Playoffs | Total |
| ------- | ------------------- | ------------------------ | ------------ | -------- | ----- |
| 1º      | Flávio Barros #43   | Lisboa Navigators        | 2            | 1        | 3     |
| 2º      | Frederico Pinto #45 | Lisbon Casuals Crusaders | 2            | 0        | 2     |
| 3º      | Paulo Barros #1     | Candal Kings             | 2            | 0        | 2     |

### Touchdowns - Special Teams
| Posição | Jogador          | Equipa            | Fase regular | Playoffs | Total |
| ------- | ---------------- | ----------------- | ------------ | -------- | ----- |
| 1º      | Lue Yang #20     | Lisboa Navigators | 1            | 1        | 2     |
| 2º      | Filipe Cunha #52 | Lisboa Navigators | 0            | 1        | 1     |

### Fieldgoals & Extra-Points
| Posição | Jogador             | Equipa                    | Fieldgoals | Touchdowns | XP's | 2-Point | %    |
| ------- | ------------------- | ------------------------- | ---------- | ---------- | ---- | ------- | ---- |
| 1º      | Jonathan Mendes #22 | Altis Paredes Lumberjacks | 1          | 10         | 10   | 0       | 100% |
| 2º      | Emanuel Morais #81  | Lisboa Navigators         | 2          | 62         | 51   | 0       | 82%  |
| 3º      | Marco Afonso #42    | Candal Kings              | 0          | 5          | 4    | 0       | 80%  |

Todas as estatísticas  